# Ephialtes facialis
Ephialtes facialis är en stekelart som beskrevs av Carl Gustav Alexander Brischke 1865. Ephialtes facialis ingår i släktet Ephialtes och familjen brokparasitsteklar. Inga underarter finns listade i Catalogue of Life.